# Waza-ari
Waza-ari (技あり, mig punt) és el segon tipus de puntuació més alt en els combats d'arts marcials japonesos, s'usa en el judo, karate i jujutsu.

## En el karate
El més habitual és que sigui mig punt, es dona quan s'aconsegueix donar una geri chudan (puntada efectuada a la zona compresa entre la cintura i el coll). Depenent de la competició una waza-ari també poden ser cinc o dos punts, però sempre és en proporció la meitat d'un ippon.
En l'estil kyokushin kaikan, les waza-ari es denominen aquest cops que deixen al rival atordit durant una estona.